# Villa Concepción (Cotagaita)
Villa Concepción ist eine Ortschaft im Departamento Potosí im südamerikanischen Andenstaat Bolivien.

## Lage im Nahraum
Villa Concepción liegt in der Provinz Nor Chichas und ist zentraler Ort im Cantón Villa Concepción im Municipio Cotagaita. Villa Concepción liegt auf einer Höhe von 2878 m am rechten, östlichen Ufer des Río Limela, dreißig Kilometer oberhalb seiner Mündung in den Río Cotagaita, der über den Río Pilcomayo, den Río Paraguay und den Río de la Plata zum Atlantischen Ozean hin entwässert.

## Geographie
Villa Concepción liegt im südlichen Teil der kargen Hochebene des bolivianischen Altiplano. Das Klima ist wegen der Binnenlage kühl und trocken und durch ein typisches Tageszeitenklima gekennzeichnet, bei dem die Temperaturschwankungen zwischen Tag und Nacht in der Regel deutlich größer sind als die jahreszeitlichen Schwankungen.
Die Jahresdurchschnittstemperatur liegt bei 15 °C (siehe Klimadiagramm Cotagaita) und schwankt nur unwesentlich zwischen 11 °C im Juni/Juli und 18 °C im Dezember und Januar. Der Jahresniederschlag beträgt nur etwa 300 mm, mit einer stark ausgeprägten Trockenzeit von April bis Oktober mit Monatsniederschlägen unter 10 mm, und einer Feuchtezeit von Dezember bis Februar mit 70–80 mm Monatsniederschlag.

## Verkehrsnetz
Villa Concepción liegt in einer Entfernung von 282 Straßenkilometer südlich von Potosí, der Hauptstadt des Departamentos.
Von Potosí aus führt die asphaltierte Nationalstraße Ruta 1, die vom Titicacasee aus in südöstlicher Richtung bis zur argentinischen Grenze führt, über 37 Kilometer nach Cuchu Ingenio. Von dort aus zweigt die Ruta 7 in südlicher Richtung ab und erreicht über Vitichi und Tumusla nach 203 Kilometern Cotagaita. Die Ruta 7 überquert dann auf einer Brücke den Río Cotagaita und erreicht auf der südlichen Flussseite die Ortschaft Llajta Chimpa.
Im südlichen Teil von Llajta Chimpa zweigt von der Ruta 7 eine Nebenstraße in östlicher Richtung ab und führt dann im weiteren Verlauf zum rechten, südlichen Ufer des Río Cotagaita, dessen Verlauf man wenige Kilometer bis zur Brücke über den Río Limeta folgt. Einen Kilometer flussabwärts von dieser Brücke zweigt dann nach Süden in einem Tallauf ein Fahrweg ab, der sich nach einem Kilometer gabelt und dem man in östlicher Richtung fünfzehn Kilometer bis Tablaya Chica folgt.
Von dort sind es noch einmal achtzehn Kilometer nach Süden über Puquilia, Pampa Grande Collpa Uno und Kellaja nach Villa Concepción.

## Bevölkerung
Die Einwohnerzahl der Ortschaft ist in dem Jahrzehnt zwischen den beiden letzten Volkszählungen um etwa die Hälfte angestiegen:
| Jahr | Einwohner         | Quelle       |
| ---- | ----------------- | ------------ |
| 1992 | keine Detaildaten | Volkszählung |
| 2001 | 257               | Volkszählung |
| 2012 | 378               | Volkszählung |
| 2024 |                   | Volkszählung |

Die Bevölkerung der Region gehört vor allem dem indigenen Volk der Quechua an, 96,1 Prozent der Einwohner im Municipio Cotagaita sprechen Quechua.